# Hangquellmoor und Kalkflachmoor südöstlich Bermoos

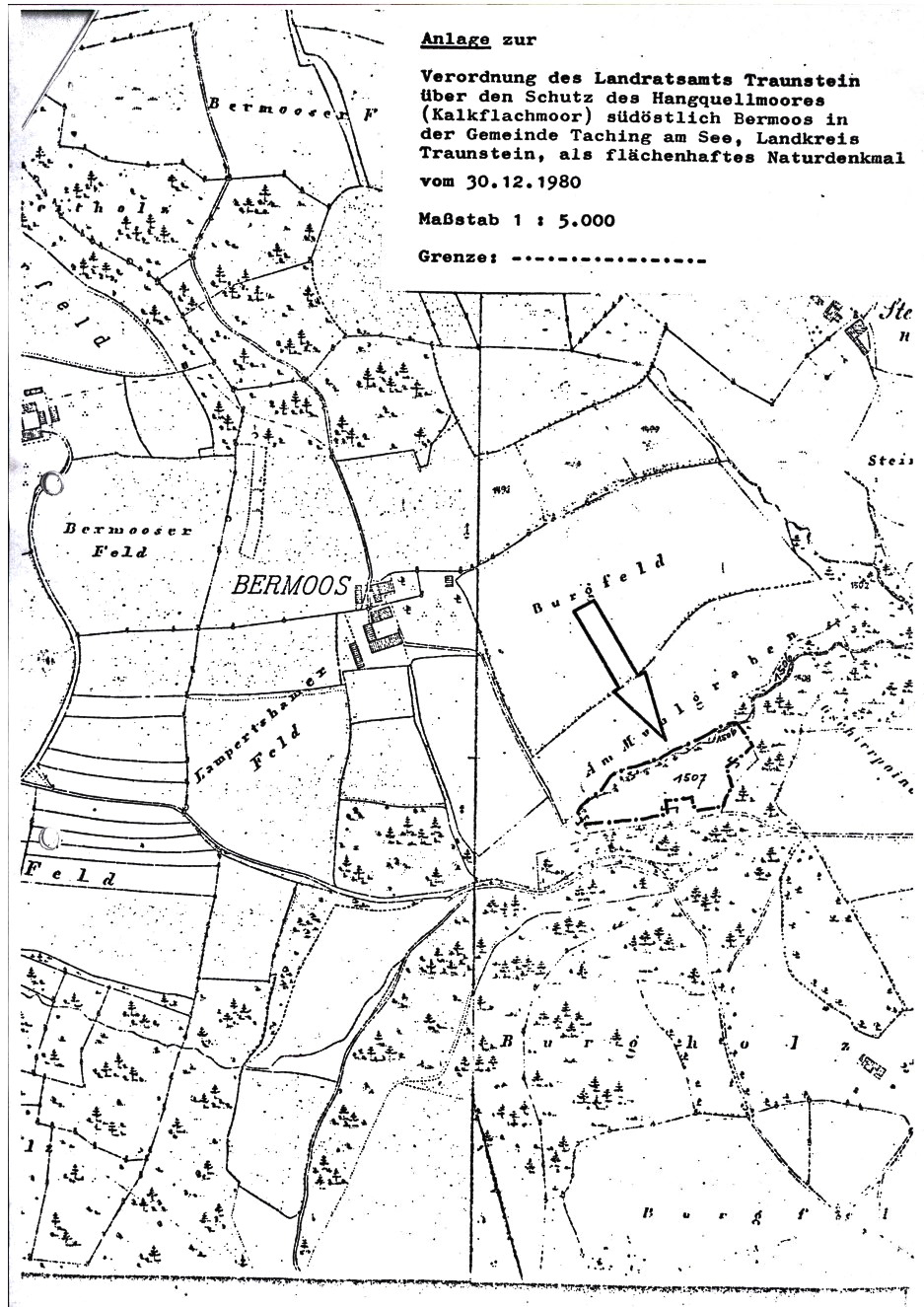
Lageplan Amtsblatt

Das Hangquellmoor und Kalkflachmoor südöstlich Bermoos in der Gemeinde Taching am See ist ein 0,98 ha großes flächenhaftes Naturdenkmal im Landkreis Traunstein.
Es erhielt im Dezember 1980 durch Verordnung des Landratsamtes Traunstein den Schutzstatus und wird vom Bayerischen Landesamt für Umwelt unter der Nummer ND-00111 gelistet.
Das Gebiet wird von einem Zufluss des (dort Igelsbach genannten) Tenglinger Bachs durchflossen, der in den Tachinger See mündet.

## Schutzzweck
Das Hangquellmoor und Kalkflachmoor südöstlich Bermoos ist als flächenhaftes Naturdenkmal zu schützen, da es sich hier qualitativ um einen hochwertigen Biotop handelt und seine Erhaltung wegen seiner herausragenden Eigenart und Seltenheit, seiner ökologischen, wissenschaftlichen, floristischen und faunistischen Bedeutung im öffentlichen Interesse liegt.